# JPP (groupe folk)
Pour les articles homonymes, voir JPP.
JPP est un groupe finlandais de folk, originaire de Kaustinen. Le nom à l'origine était Järvelän Pikkupelimannit, mais aujourd'hui le groupe n'utilise plus que l'acronyme JPP.

## Histoire
JPP est formé en 1982 sous le nom de Järvelän Pikkupelimannit,,,. Le groupe perce en remportant la même année la première place d'un concours national de groupes de musique folk à Mäntsäla, ce qui le conduit à se produire partout en Finlande et peu après en Suède.
En 1983, le groupe publie à compte d'auteur son premier EP avec huit chansons traditionnelles de la région. Ils participent également pour la première fois au festival annuel de musique folklorique de Kaustinen, connu dans le monde entier. En 1984, Mauno Järvelä et Janne Virkkala rejoignent le groupe, portant à cinq le nombre de violonistes, ce qui renforce l'interaction. Entre-temps, le groupe se fait connaître au niveau international et a donné des concerts au Portugal, en Égypte, à Singapour, en Thaïlande et au Danemark.
En 1985, ils enregistrent leur premier album, qui contient leurs propres compositions ainsi que des chansons traditionnelles et des morceaux de Konsta Jylhä et Viljami Niittykoski. En février 1986, ils publient Laitisen mankeliska sous le label Olarin Musiikki, ce qui leur vaut d'être nommés « groupe de l'année » au festival folk de Kaustinen. L'année suivante, ils établissent un record mondial lors du festival en jouant un quadrille de minuit d'une durée d'une heure et 32 minutes sans pause.
En hiver 1989, JPP fait sa première apparition à la télévision lorsqu'un de leurs concerts a été enregistré à Kaustinen. Yleisradio les diffusent ensuite en tant que représentants de la musique folklorique finlandaise lors d'un festival organisé par l'EBU en Norvège. L'année s'est terminée par un concert au festival Etnosoi! d'Helsinki. 

## Style musical
Le groupe continue d'avoir la formation traditionnelle de Kaustinen avec fiddles (violons), harmonium and contrebasse, cependant leurs arrangements sont plus évolués que ceux des générations précédentes de musiciens traditionnels de cette région. Le répertoire du groupe consiste en des airs traditionnels aussi bien que de nouvelles compositions dans un style ancien — polskas, valses, scottishs, etc. — mais aussi du tango au style finnois. On peut entendre aussi des influences de jazz et de bluegrass. La plupart des compositions et des arrangements du groupe sont l'œuvre d'Arto Järvelä et Timo Alakotila.

## Discographie
- 1983 : Järvelän Pikkupelemannit (EP)
- 1986 : Laitisen mankeliska
- 1988 : JPP (double-LP)
- 1990 : I’ve Found a New Tango
- 1992 : Pirun Polska
- 1993 : Devil’s polska
- 1994 : Kaustinen Rhapsody
- 1998 : String Tease
- 1999 : History (compilation)
- 2001 : Huutokatrilli! (mini-CD avec Tanzmusik)
- 2006 : Artology

## Filmographie
- JPP: The Incredible Finn Band (documentaire)[6]